# Elecciones al Parlamento Europeo de 1984 (Países Bajos)
En las elecciones al Parlamento Europeo de 1984 en los Países Bajos, celebradas en el 14 de junio de 1984, se escogió a los 25 representantes de dicho país para la segunda legislatura del Parlamento Europeo.

## Resultados
| Datos de participación | Datos de participación | Datos de participación |
| ---------------------- | ---------------------- | ---------------------- |
| Censo electoral        | 10.485.014             | 100%                   |
| Votantes               | 5.334.582              | 50,9                   |
| Abstención             | 5.150.432              | 49,1                   |
| A candidatura          | 5.296.749              | 99,3                   |

| ← Elecciones al Parlamento Europeo de 1984 →                                                                           |           |       |         |     |
| Partido | Votos     | %     | Escaños | +/- |
| Partido del Trabajo (PvdA)                                                                                             | 1.785.165 | 33,70 | 9       | 0   |
| Llamada Demócrata Cristiana (CDA)                                                                                      | 1.590.218 | 30,02 | 8       | -2  |
| Partido Popular por la Libertad y la Democracia (VVD)                                                                  | 1.002.685 | 18,93 | 5       | +1  |
| Coalición Acuerdo Progresista Verde (GPA)                                                                              | 296.488   | 5,60  | 2       | +2  |
| Coalición: - Partido Político Reformado (SGP) - Federación Política Reformada (RPF) - Alianza Política Reformada (GPV) | 275.786   | 5,21  | 1       | +1  |
| Partido del Centro (CP)                                                                                                | 134.877   | 2,55  | 0       | /   |
| Demócratas 66 (D'66)                                                                                                   | 120.826   | 2,28  | 0       | -2  |
| Verdes Europeos (EG)                                                                                                   | 67.413    | 1,27  | 0       | /   |
| Dios con Nosotros (G)                                                                                                  | 23.291    | 0,44  | 0       | /   |
| Total |           |       | 25      | 0   |